# Фарадеев парадокс

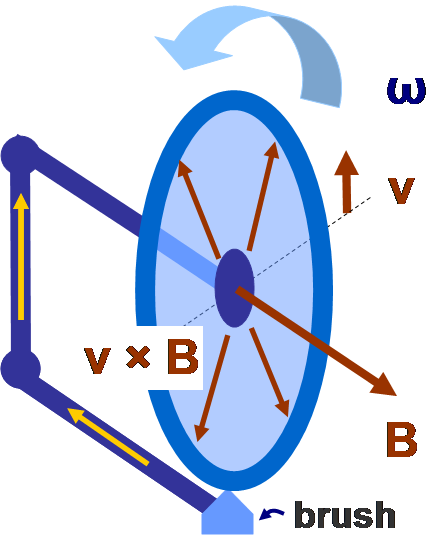
Щетка brush, статическое магнитное поле B, вращение ω, его тангенциальная составляющая v, сила Лоренца v × B.

Когда алюминиевый диск вращается, с вольтметра можно снять напряжение. Если, с другой стороны, вращается только магнит, показания напряжения остаются нулевыми. Если магнит и алюминиевый диск вращаются, можно измерить напряжение.

Парадокс Фарадея — это эксперимент, впервые описанный Майклом Фарадеем, который, на первый взгляд, противоречит его закону индукции.
Экспериментальная установка состоит из цилиндрического постоянного магнита и прилегающего к нему проводящего диска, оба из которых расположены так, чтобы вращаться вокруг оси. Ось симметрии магнита и диска совпадает с осью вращения, а магнит имеет поляризацию в осевом направлении (то есть полюса находятся на оси). Электрическое напряжение измеряется на диске между осью и его краем; для этого на его внешней стороне и вблизи оси размещаются скользящие контакты.
Если диск вращается, а магнит находится в состоянии покоя, на клеммах возникает напряжение. Это может быть описано силой Лоренца или правилом потока (униполярная индукция). Напряжение на клеммах также возникает, когда диск и магнит механически соединены и перемещаются вместе. С другой стороны, если перемещается только магнит, а диск находится в состоянии покоя, то напряжение на клеммах не возникает. Это вызвало недоумение у Фарадея, поскольку он предполагал, что для возникновения напряжения важно лишь то, что диск движется относительно магнита.
Однако на самом деле магнитное поле постоянного магнита (в значительной степени) не зависит от его вращения. Поэтому нет никакой разницы, вращается он или нет. С другой стороны, (для наблюдателя в состоянии покоя) сила Лоренца действует на электроны в диске, как только они перемещаются в магнитном поле. Поэтому напряжение измеряется между неподвижными скользящими контактами именно тогда, когда диск вращается.
Если мы посмотрим на эксперимент не с точки зрения наблюдателя в покое, а как наблюдатель, движущийся вместе с диском (вращающийся вокруг оси), мы всегда будем измерять напряжение, равное нулю, между центром и краем диска; магнитное поле не зависит от любого вращения магнита. С другой стороны, в цепи между (для данного наблюдателя) вращающимися скользящими контактами будет измеряться индукционное напряжение, поскольку эта цепь представляет собой проводник, вращающийся в магнитном поле.
Этот эффект, который нелегко понять, снова и снова приводил к недоразумениям и, например, к различным попыткам построить на основе униполярной индукции своеобразный вечный двигатель, так называемую N-машину.